# Дезорієнтація на місцевості
«Дезорієнта́ція на місце́вості» — збірка есеїв Юрія Андруховича, вперше видана в 1997 році.
Складається з трьох розділів — «Вступ до географії», «Парк Культури» та «Про час і метод», що містять 23 есеї.
Збірку «Дезорієнтація на місцевості» було перевидано в 1999 та 2006 роках івано-франківським видавництвом «Лілея — НВ». Випущено аудіоверсію книги (озвучення Ігоря Мурашка).

## Зміст
Вступ до географії
- Ерц-герц-перц
- Спроба фіктивного краєзнавства
- Місто-корабель
- Вступ до географії

Парк Культури
- Три сюжети без розвязки
- Після балу
- Дезорієнтація на місцевості
- Летючі знаки
- Арфа і Фавн
- Імперія це смерть?
- Безодня між безодень
- Ефекти ґальорки
- Усередині свободи
- Останні поети
- Близько до тексту

Про час і метод
- Аве, «Крайслер»!
- Виклик провінціала
- Битва під Гоголем
- Шкура бика, розжоване серце
- Самотність серед мавп
- Століття невдахи
- Час і метод
- Час і місце, або Моя остання територія

## Вибрані цитати
| ...Маємо засилля міфології. Бо в цій частині світу міфологія компенсує історію, родинні перекази тут важливіші й достовірніші від підручників. Зрештою, історія тут сама є не більше, ніж різновидом міфології. |
| Це болісно-солодке свято під назвою Життя залишається найвищою цінністю навіть у дні печалі та аскетизму. |
| Відчуття форми, а точніше його брак — ось назва всіх наших нещасть. Ми не вміємо й не хочемо робити з життя мистецький твір. [...] Відсутність форми — це озвіріння. Це вічна сірість буття, від якої тікають у зашморг. |
| Місцевість користується людиною, її зосередженістю, її перебуванням в оптичній меланхолії. Подібно до відображення в дзеркалі, місцевості необхідний сторонній погляд, аби вона з'явилася і зрадила себе.[1] |